# B-1
B-1 „Lancer“ (Лансър, „копиеносец“) е американски свръхзвуков стратегически бомбардировач с изменяема стреловидност на крилете, последният в американските ВВС след изтеглянето от употреба на F-111 и F-14 „Томкет“. Създаден е с цел да замени B-52, който обаче остава на въоръжение. Ту-160 е руският аналог.

## Дизайн
Най-забележителната характеристика на B-1 са крилете с изменяема стреловидност. В зависимост от бойната задача ъгълът им на пречупване може да бъде 15, 25, 55 или 67,5 градуса. Заради голямата дължина на самолета, управлението става трудно заради турбуленцията на малки височини. Поради тази причина са добавени малки допълнителни криле в предната част на фюзелажа. Двигателите са общо 4 на брой, разположени в задната част. Защитното оборудване включва заглушители и радари за ранно предупреждение, свързани с 8 апарата за изстрелване на топлинни капани. Всеки апарат може да изстреля общо 12 броя. Самолетът е снабден и със специален доплеров радар.

## Варианти
- B-1A/B – първоначалният вариант B-1A има максимална скорост от 2,2 Мах и въздухозаборници с изменяем размер. Общо 4 са построени. B-1B има по-малка максимална скорост (1,25 Мах) и е направен да излъчва много малко инфрачервени лъчи. Над 100 B-1B са били построени.
- B-1R – B-1B с множество подобрения, планирана модернизация на остарелите бомбардировачи.

## Оператори
- САЩ са единственият оператор на B-1, разпределени в 10 подразделения на Военновъздушните сили.

## Характеристики (Б-1Б)
- Екипаж: 4
- Дължина: 44,5 м
- Размах на крилете: 24,1 до 41,8 м
- Височина: 10,4 м
- Площ на крилете: 181,2 м²
- Тегло – празен: 87 100 кг
- Тегло – пълен: 148 000 кг
- Максимално летателно тегло: 216 400 кг
- Двигател: 4х Дженеръл Илектрик F101-GE-102, всеки с тяга 64,9 kN (136,92 при форсаж)
- Горивен капацитет: 38 000 л

### Технически характеристики
- Максимална скорост: 1539 км/ч
- Максимална дължина на полета без презареждане: 5543 км
- Дължина на полета с доп. резервоари: 11 998 км
- Таван на полета: 18 000 м
- Относително натоварване на крилото: 816 кг/м²
- Съотношение тяга/тегло: 0,37

### Въоръжение
- до 61 000 кг различно въоръжение, вкл. управляеми и неуправляеми конвенционални бомби, до 16 водородни бомби Б61, различни видове мини